# Coelidium spinosum
Coelidium spinosum là một loài thực vật có hoa trong họ Đậu. Loài này được Harv. mô tả khoa học đầu tiên.